# Anke van Hove
Anke van Hove (née le 9 juin 1963 à Hoya) est une avocate allemande. Depuis 2016, elle occupe la présidence du tribunal régional supérieur d'Oldenbourg, devenant ainsi la première femme à assumer cette fonction.
En 2021, elle a également été nommée vice-présidente du tribunal de l'État de Basse-Saxe.

## Biographie

### Enfance et formation
Anke van Hove provient d'une famille d'avocats, son grand-père et son père ayant déjà exercé dans le domaine juridique. Elle étudie le droit à Sarrebruck, Münster et Göttingen entre 1984 et 1989. Elle réussit son premier examen d'État en droit à Hanovre en 1989, suivi du second en 1993. Entre 1990 et 1993, elle effectue son stage dans le district de Celle du tribunal régional supérieur, où elle exerce comme juge stagiaire.

### Carrière
Anke van Hove commence sa carrière au parquet de Hanovre et est détachée au parquet de Celle en tant qu'assesseure pendant six mois. En 1997, elle intègre le tribunal régional de Göttingen comme juge. En 1999, elle est détachée au ministère de la Justice de Basse-Saxe, où elle travaille jusqu'en 2002. En 2001, elle est nommée juge au tribunal régional supérieur de Celle. Depuis le 2 mai 2007, elle occupe le poste de directrice ministérielle au ministère de la Justice de Basse-Saxe, où elle est responsable du département I, couvrant les domaines du personnel, du budget, de l'organisation et des technologies de l'information. 
Le 13 juin 2016, Anke van Hove est nommée présidente du tribunal régional supérieur d'Oldenbourg, succédant à Gerhard Kircher, retraité depuis janvier 2015. Cette nomination, proposée par la ministre de la Justice Antje Niewisch-Lennartz, est confirmée malgré une procédure judiciaire intentée par un concurrent, le juge fédéral Michael Dölp, qui avait contesté la décision devant le tribunal administratif de Hanovre. En parallèle de ses fonctions, Van Hove est également vice-présidente du tribunal d'État de Basse-Saxe,.
En plus de ses fonctions au tribunal régional supérieur d'Oldenbourg, Anke van Hove siège au conseil d'administration de l'Association d'arbitrage des conflits d'Oldenbourg (Oldenburger Konfliktschlichtung e.V.). Cette institution se consacre à la réconciliation et à la médiation entre les victimes et les délinquants.